# Retro Duo
Retro Duo es una consola portatil de juegos bootleg fabricada por Retro-Bit y distribuida por Innex, Inc. es compatible con  cartuchos de juegos para Nintendo Entertainment System y Super Nintendo Entertainment System . reproduce juegos de cualquier region.  es compatible con la salida S-video  al reproducir juegos de SNES.  no es un producto oficial de Nintendo no es compatible con todos los juegos lanzados para las 2 consolas. Si bien se lanzó en Canadá y Estados Unidos, aún se puede reproducir en televisiones de Europa y Japón con un adaptador de enchufe de corriente. La consola es compatible con controladores SNES oficiales y de terceros.
Las reseñas de Retro Duo han elogiado su compatibilidad con juegos comparada a  otras consolas clonadas que tienen dificultades (debido a problemas de hardware), como Castlevania III: Dracula's Curse en NES, Star Fox en SNES y el Game Genie . El Retro Duo también es compatible con el Super Game Boy .  El Retro Duo se lanzó en cuatro  colores diferentes: blanco/azul, plata/negro, negro/rojo y una versión de edición limitada roja/dorada. La versión 3.0 solucionó muchos problemas con las 2 versiones anteriores, incluida la compatibilidad con Castlevania III, y vino como una edición roja/azul.

## juegos incompatibles

### Nintendo Entertainment System
- 720° (NTSC)
- Battletoads (NTSC) (el juego se bloquea después del nivel 2, aunque un truco permite al jugador saltar al nivel 3)
- Digger T. Rock: Leyenda de la Ciudad Perdida (PAL) (se reproduce la pantalla de título, el juego se bloquea con un fallo gráfico que lo hace injugable)
- Duck Hunt ( el NES Zapper no se puede enchufar; funciona con cables adaptadores de NES a SNES que tengan soporte para accesorios, pero el NES Zapper solo funciona con un televisor CRT)
- Mansión Maniac
- Paperboy (NTSC) (el controlador no se reconoce, pero hay una versión pirateada que funciona; suele aparecer en los multicarts piratas (400 en 1 o 500 en 1))
- Rolling Thunder (funciona con Retro Duo 2.0 y superior)

### Super Nintendo Entertainment System
La mayoría de todos los juegos formato PAL enumerados a continuación no se pueden reproducir en un Super NES    formato NTSC (incluso con su chip de seguridad desactivado). Su inclusión aquí no significa incompatibilidades entre el Retro Duo (NTSC) y un Super NES NTSC real.
- ActRaiser 2 (NTSC)
- Batman Returns (PAL)
- Donald in Maui Mallard (PAL)
- Donkey Kong Country (PAL)
- Donkey Kong Country 2: Diddy's Kong Quest (PAL)
- Donkey Kong Country 3: Dixie Kong's Double Trouble! (PAL)
- EarthBound (NTSC) (Incompatibilidad menor; se activará la verificación antipiratería y aumentará la tasa de aparición de enemigos; muy jugable)
- GP-1: Part II (PAL)
- Illusion of Time (PAL)
- Kirby's Fun Pak (PAL)
- Lethal Enforcers (PAL)
- Out of This World (NTSC)(el borde de la pantalla parpadea, los sprites se cargan distorsionados o no se cargan en absoluto)
- Plok (PAL)
- Pilotwings (PAL) (Incompatibilidad menor; las plataformas móviles parpadean y a veces producen un efecto de espejo; destellos y neblina leves en la pantalla; muy jugable)
- Secret of Mana (PAL)
- Starwing (PAL)
- Stunt Race FX (PAL)
- Super Ghouls 'n Ghosts (PAL y NTSC) (El jefe de la etapa 3-2 es invisible y la etapa 4 es completamente negra, excepto los enemigos, el jugador y algunas plataformas determinadas; no se puede jugar)
- Super Mario All-Stars (PAL)
- Super Mario All-Stars + Super Mario World (PAL)
- Super Mario Kart (PAL) (plays, but graphics are extremely glitchy)
- Super Mario RPG: Legend of the Seven Stars (software revisions 1.2 and 1.3)
- Super Metroid (PAL)
- Terranigma (PAL) (activa la verificación antipiratería, como cualquier otro clon hasta la fecha)
- Zombies (PAL)

los addons/controles (compatibles NES y SNES, pero solo aquellos con soporte para accesorios)
- R.O.B.
- NES Zapper
- Power Pad
- NES Advantage
- NES Max
- Power Glove

## Retro Duo portátil
Retro-Bit también tiene una versión portátil de la consola. El Retro Duo Portable se lanzó con una carcasa negra el 23 de enero de 2012, y posteriormente con una carcasa roja el 25 de septiembre. El Retro Duo Portable es capaz de reproducir  con una entrada de cartuchos de SNES  en la parte posterior. El Retro Duo Portable también es compatible con un adaptador de cartucho apropiado de NES, Genesis y Game Boy  de cada sistema.